# Saretschje (Kaliningrad, Prawdinsk)
Saretschje (Заречье, deutsch Meisterfelde) war ein Ort in Ostpreußen. Seine Ortsstelle gehört zum Munizipalkreis Rajon Prawdinsk in der russischen Oblast Kaliningrad (Gebiet Königsberg (Preußen)).

## Geographische Lage
Saretschje liegt in der südlichen Mitte der Oblast Kaliningrad, elf Kilometer westlich der einstigen Kreis- und heutigen Rajonshauptstadt Friedland (russisch Prawdinsk) bzw. 23 Kilometer nördlich der zwischenzeitlichen und heute im Hoheitsgebiet Polens gelegenen Kreisstadt Bartoszyce (deutsch Bartenstein).

## Geschichte
Das ursprünglich Meisterfeld, nach 1785 Meistersfeld und nach 1820 bis 1947 Meisterfelde genannte kleine Ort bestand aus einem Gut und einer 700 Meter nördlich gelegenen Ziegelei. 1560 war Christoph von Creytzen Gutsbesitzer, 1820 war es Gottfried Friedrich von Knobloch und 1853 Eduard Perkuhn und William Perkuhn.
Vor 1908 wurde Meisterfelde in den Amtsbezirk Puschkeiten (russisch Sosnowka) im ostpreußischen Kreis Friedland aufgenommen. Im Jahre 1910 zählte das Gutsdorf 89 Einwohner. Gutseigentümer war 1920 Max Ehrenforte. Bis 1945 dann Familie Wolff.
Am 30. September 1928 gab Meisterfelde seine Eigenständigkeit auf und schloss sich mit den Nachbarorten Dommelkeim (russisch Filippowka), Puschkeiten (Sosnowka) und Schleuduhnen (Marjino) zur neuen Landgemeinde Puschkeiten zusammen. Als Ortsteil dieser Landgemeinde wurde Meisterfelde am 1. April 1937 nach Stockheim (Saizewo) umgemeindet.
Nachdem 1945 in Kriegsfolge das gesamte nördliche Ostpreußen an die Sowjetunion gefallen war, wurde Meisterfelde 1947 zunächst in den Domnowski selski Sowet/okrug (Dorfsowjet Domnau), danach in den Poretschenski selski Sowet/okrug (Dorfsowjet Allenau) eingegliedert. 1950 erhielt das Dorf die russische Namensform „Saretschje“. In den Folgejahren verliert sich die Spur des kleinen Ortes. Im Jahre 1997 wurde sein Name endgültig aus dem Ortsregister gestrichen. Damit gilt Saretschje als untergegangen. Seine Ortsstelle liegt jetzt im Munizipalkreis Rajon Prawdinsk in der russischen Oblast Kaliningrad.

## Religion
Bis 1945 war Meisterfelde in die evangelische Kirche Stockheim (russisch Saizewo) in der Kirchenprovinz Ostpreußen der Kirche der Altpreußischen Union, außerdem in die römisch-katholische Kirche Friedland (russisch Prawdinsk) im damaligen Bistum Ermland eingepfarrt.

## Verkehr
Die kaum noch erkennbare Ortsstelle Saretschjes resp. Meisterfeldes liegt südlich der 27A-083 (ex R 196, einstige deutsche Reichsstraße 131) und ist von Saizewo (Stockheim) aus zu erreichen.